# Kieran Low
Pas d'image ? Cliquez ici

a Compétitions nationales et continentales officielles uniquement.

b Matchs officiels uniquement.
Kieran Low, né le 27 janvier 1991 à Chichester en Angleterre, est un joueur international écossais d'origine anglaise de rugby à XV. Capable d'évoluer en deuxième ligne ou comme troisième ligne aile.

## Biographie

### En club
Né à Chichester, Low a commencé le rugby à XV au Chichester RFC (en) avant d'être repéré par les London Irish. Pensionnaire du centre de formation des London Irish, il fait l'objet d'un court prêt auprès des London Welsh avant de connaitre sa première feuille de match avec les Exiles. Au total, il totalise soixante-douze apparitions avec les London Irish.
À partir de la saison 2015-2016, il s'engage avec les Glasgow Warriors. Cependant, en manque de temps de jeu, il est envoyé chez les Saracens à partir du mois de décembre jusqu'à la fin de la saison.
Il prend sa retraite de joueur de rugby professionnel à l'issue de cette saison à seulement 25 ans car il souffre d'un syndrome post-commotionnel après avoir subi des commotions cérébrales.

### En sélection nationale
Low a fait partie des équipes d'Angleterre des moins de 18 et moins de 20 ans, il dispute notamment le Tournoi des Six Nations des moins de 20 ans 2011. 
Néanmoins, il choisit de représenter l'Écosse au niveau international, dont il peut prétendre à une sélection car l'un de ses grands-pères est né à Dingwall,. Il connait sa première cape internationale le 23 novembre 2013 contre l'Australie à Murrayfield.

## Palmarès

### En club
- Vainqueur du Championnat d'Angleterre en 2016 avec les Saracens.

### En sélection
- Vainqueur du Tournoi des Six Nations des moins de 20 ans en 2011 avec l'équipe d'Angleterre des moins de 20 ans.